# Полемарх
Полемарх (грец. πολέμαρχος, від грец. πολέμος — війна та грец. αρχος — влада) — назва командувача військом у містах-державах Стародавньої Греції. Посада полемарха існувала в Коринфі, Мегарах, Спарті, Беотії тощо.
В Афінах — один з дев'яти архонтів, якому доручалась підготовка та ведення війни. Серед афінських полемархів найвідомішим є Каллімах, чий голос був вирішальним при прийнятті рішення про необхідність Марафонської битви.